# 微風南京
微風南京（Breeze NAN JING）是一間位於台灣台北市松山區的中型購物中心（營業面積約為5,700坪），為微風廣場的分店之一，2013年8月起由微風集團接手經營。現址前身曾為環亞百貨、鴻源百貨、環亞購物廣場、勤美環亞購物廣場及momo百貨。

## 歷史沿革

### 環亞世界名店城時期
- 1980年代初期，鄭周敏創辦的亞洲世界集團在台北市南京東路與敦化北路交會處建立了環亞世界大樓與台北環亞大飯店，此為李祖原在1980年從美國回到台灣後的首個設計作品。
- 1983年，環亞世界大樓落成，由李祖原設計，1978年12月動工，1983年1月竣工，工程造價約為新台幣1.64億元，為一座地下3層、地上13層的RC鋼骨建築，地址為台北市南京東路三段337號。1983年5月9日，環亞世界名店城（ASIAWORLD SHOPPING MALL）在此開業。
- 1986年，傳言環亞百貨與台北環亞大飯店面臨財務危機。1986年5月15日，台北環亞大飯店董事長鄭綿綿（鄭周敏女兒）派遣其特別助理出面說明，環亞百貨與台北環亞大飯店絕對沒有財務危機。

### 鴻源百貨、環亞購物廣場時期

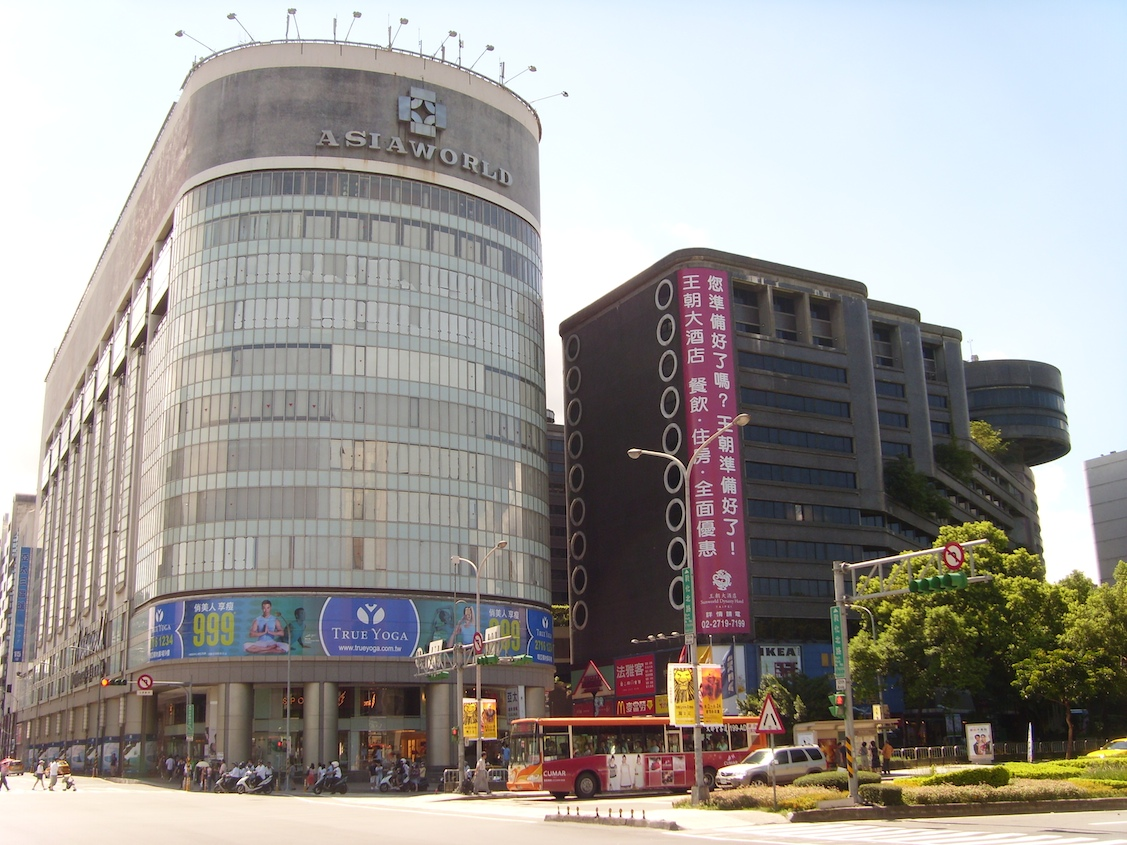
環亞購物廣場（左）、台北王朝大酒店（右）

- 1987年，鴻源機構接手環亞百貨，將之易名為鴻源百貨，於1987年10月26日開業，而位於其地下二樓的福星戲院也在同一天開始營業；結果過沒幾年，鴻源機構便在1992年突告倒閉，爆發鴻源案，造成台灣金融體系動盪不安。後來，亞洲世界集團出面接手鴻源百貨，重新取得經營權，並將之更名為大亞百貨南京店、環亞購物廣場（ASIAWORLD SHOPPING MALL）。
- 2001年，亞洲世界集團發生財務問題，關係事業經營權相繼由法院拍賣；環亞百貨因協力廠商相互協助，未被影響。
- 2008年，勤美集團旗下的勤美建設及璞真建設透過持有環亞購物廣場地下1至2樓、地上1至2樓及地上6至15樓的產權，正式揮軍台北市百貨業。
- 2009年6月12日，環亞購物廣場進行封館拍賣[1]。
- 2009年8月13日，勤美集團宣布，包括勤美建設及璞真建設合計持有環亞百貨大樓之產權，以新台幣100億元出售集團所擁有之B1、B2、1~2F及6~14-1F，共14個樓層、約12,826建坪予富邦人壽，其中勤美建設處分收益約新台幣14.14億元、璞真建設處分利益約新台幣28.4億元，勤美建設可依持股比例60.88%認列。

### momo百貨時期

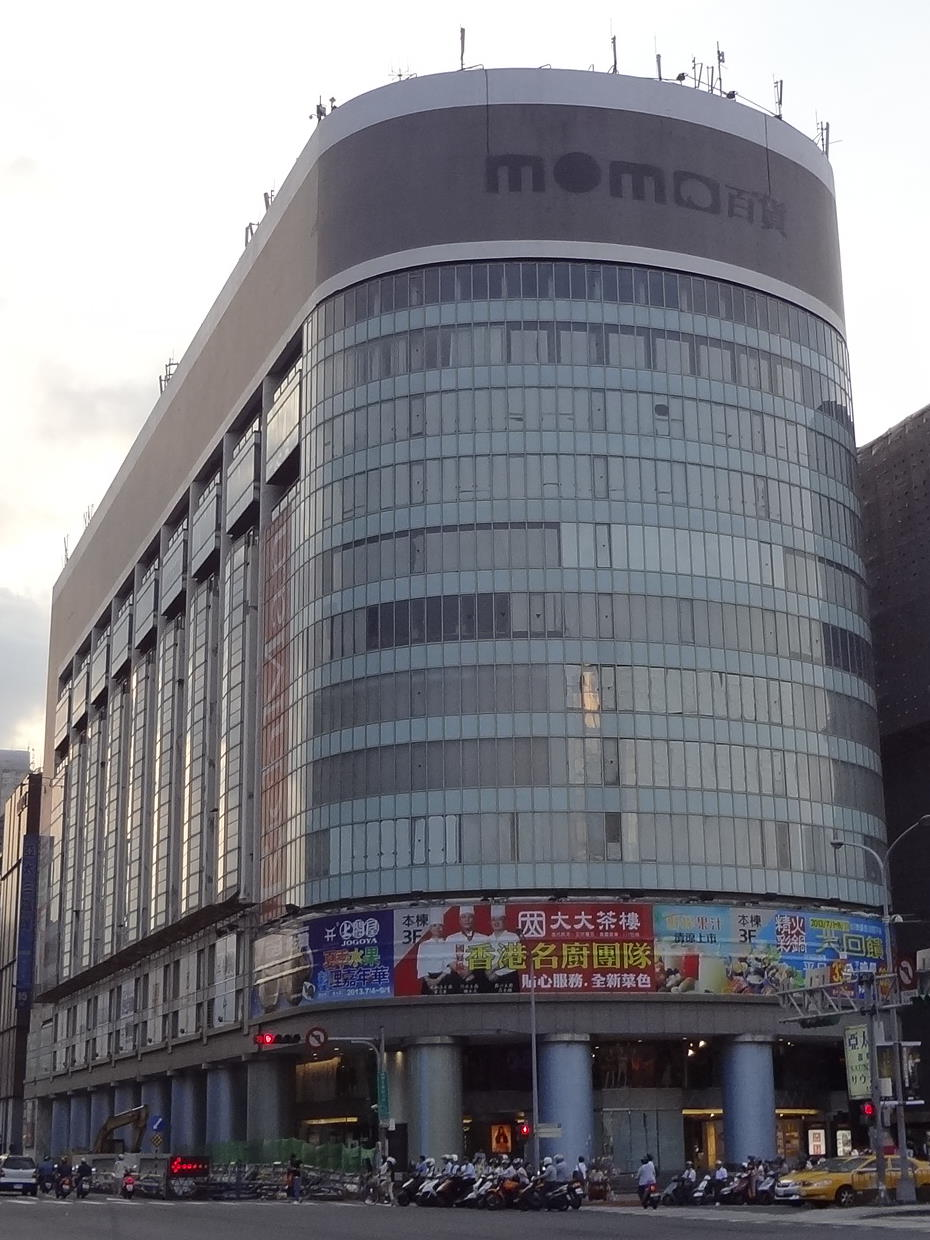
momo百貨

- 2010年1月，取得環亞百貨大樓經營權的富邦人壽將環亞百貨更名為momo百貨，在經濟部商業司登記的公司名稱為「富邦媒體科技股份有限公司京東分公司」。
- 2010年10月6日，momo百貨正式開業。
- 2013年8月16日，富邦媒體科技宣布退出實體商店的經營，將由微風廣場接手momo百貨南京店及籌備中的信義店（後成為微風松高）經營權[2][3]。

### 微風南京時期
- 2013年9月1日，momo百貨更名微風南京，成為微風廣場第四個經營據點。
- 2015年5月18日，微風南京第一次全館封館改裝，改裝期間僅1F無印良品與B1優衣庫正常營業。
- 2015年12月29日，微風南京改裝完成，開始試營運。
- 2016年1月7日，微風南京重新開業。

## 樓層
| 樓層 | 名稱     | 備註 |
| ---- | -------- | ---- |
| 15   |          |      |
| 14   |          |      |
| 13   |          |      |
| 12   |          |      |
| 11   |          |      |
| 10   |          |      |
| 9    |          |      |
| 8    |          |      |
| 7    |          |      |
| 6    |          |      |
| 5    |          |      |
| 4    | 微風南京 |      |
| 3    | 微風南京 |      |
| 2    | 微風南京 |      |
| 1    | 微風南京 |      |
| B1   | 微風南京 |      |
| B2   | 微風南京 |      |

## 外部連結
- （繁體中文）（英文）微風南京 （页面存档备份，存于）
- 微風南京 Breeze NAN JING的Facebook專頁
- 微風南京 Breeze NAN JING的Instagram帳戶